# John Basil Meeking

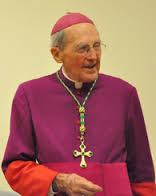
John Basil Meeking, 2017

John Basil Meeking (* 19. November 1929 in Ashburton; † 11. Juni 2020 in Christchurch) war ein neuseeländischer Geistlicher und römisch-katholischer Bischof von Christchurch. 

## Leben
John Meeking empfing nach seiner theologischen Ausbildung am 19. Juli 1953 die Priesterweihe durch Bischof Edward Michael Joyce für das Bistum Christchurch. Von 1963 bis 1966 absolvierte er ein Doktoratsstudium an der Päpstlichen Universität Heiliger Thomas von Aquin. 1969 berief ihn Papst Paul VI. in das Sekretariat zur Förderung der Einheit der Christen der römischen Kurie, dessen Untersekretär er von 1985 bis 1987 war.
Papst Johannes Paul II. ernannte ihn am 30. März 1987 zum Bischof von Christchurch. Der Erzbischof von Wellington, Thomas Stafford Kardinal Williams, spendete ihm am 3. Juni desselben Jahres die Bischofsweihe; Mitkonsekratoren waren Erzbischof Antonio Magnoni, Apostolischer Pro-Nuntius in Neuseeland und auf Fidschi, und Brian Patrick Ashby, emeritierter Bischof von Christchurch.
Papst Johannes Paul II. nahm am 15. Dezember 1995 seinen vorzeitigen Rücktritt an. Von 1997 bis 2006 war er für Francis Kardinal George im US-amerikanischen Erzbistum Chicago tätig. Des Weiteren war er Kaplan der Sisters of St. Mary of Oregon (SSMO).
John Basil Meeking lebte seit 2006 in Christchurch und starb im Alter von 90 Jahren im Krankenhaus von Christchurch.